# Province d'Azilal
La province d'Azilal (en amazighe : Tasga n Uzilal - ⵜⴰⵙⴳⴰ ⵏ ⵓⵣⵉⵍⴰⵍ) est une subdivision à dominante rurale de la région marocaine de Béni Mellal-Khénifra. 
Avant le découpage territorial de 2015, elle dépendait de l'ancienne région de Tadla-Azilal. 
Elle tire son nom de son chef-lieu, Azilal.

## Géographie

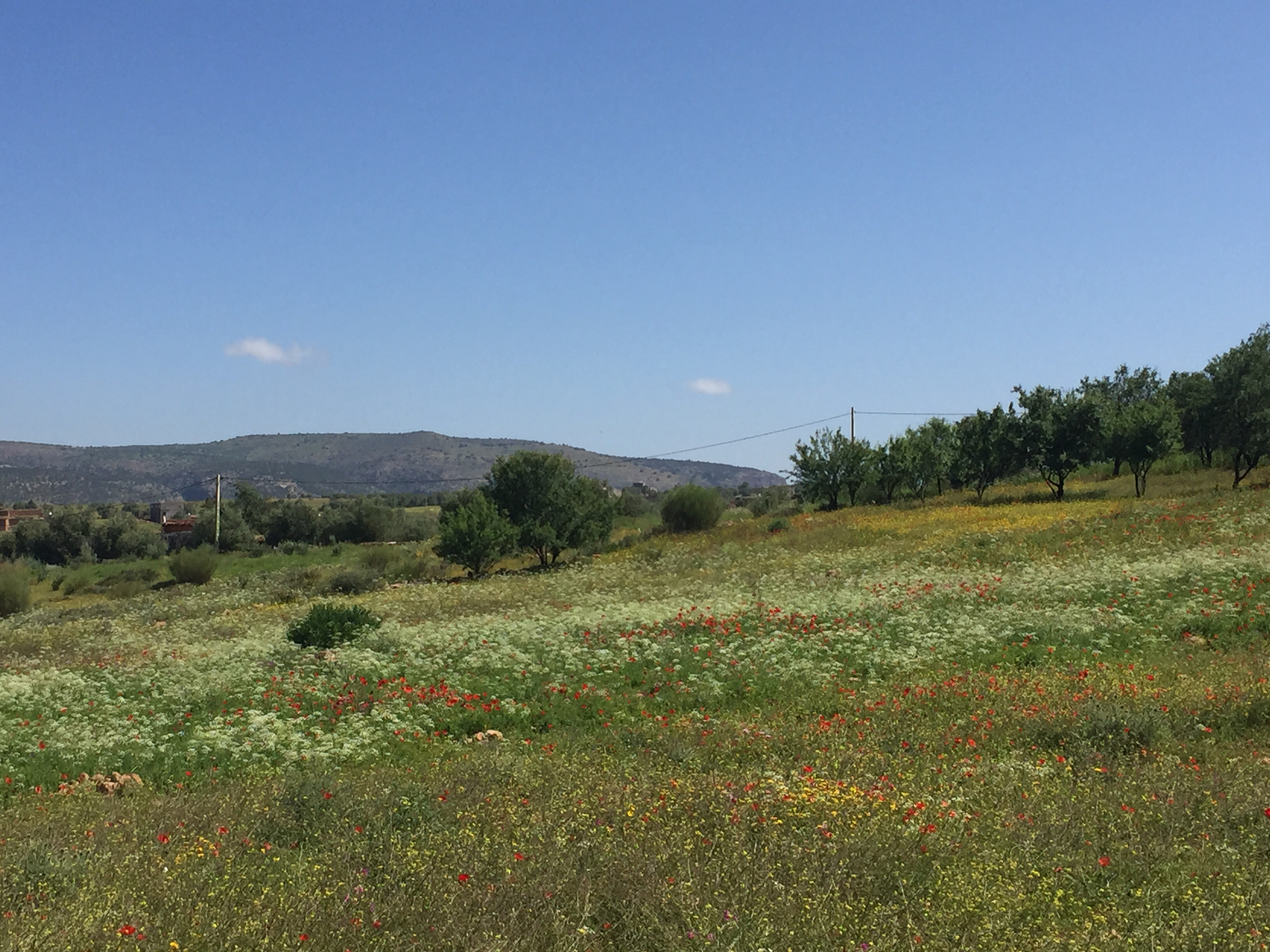
À 2 km d'Ouzoud au moyen Atlas au Maroc
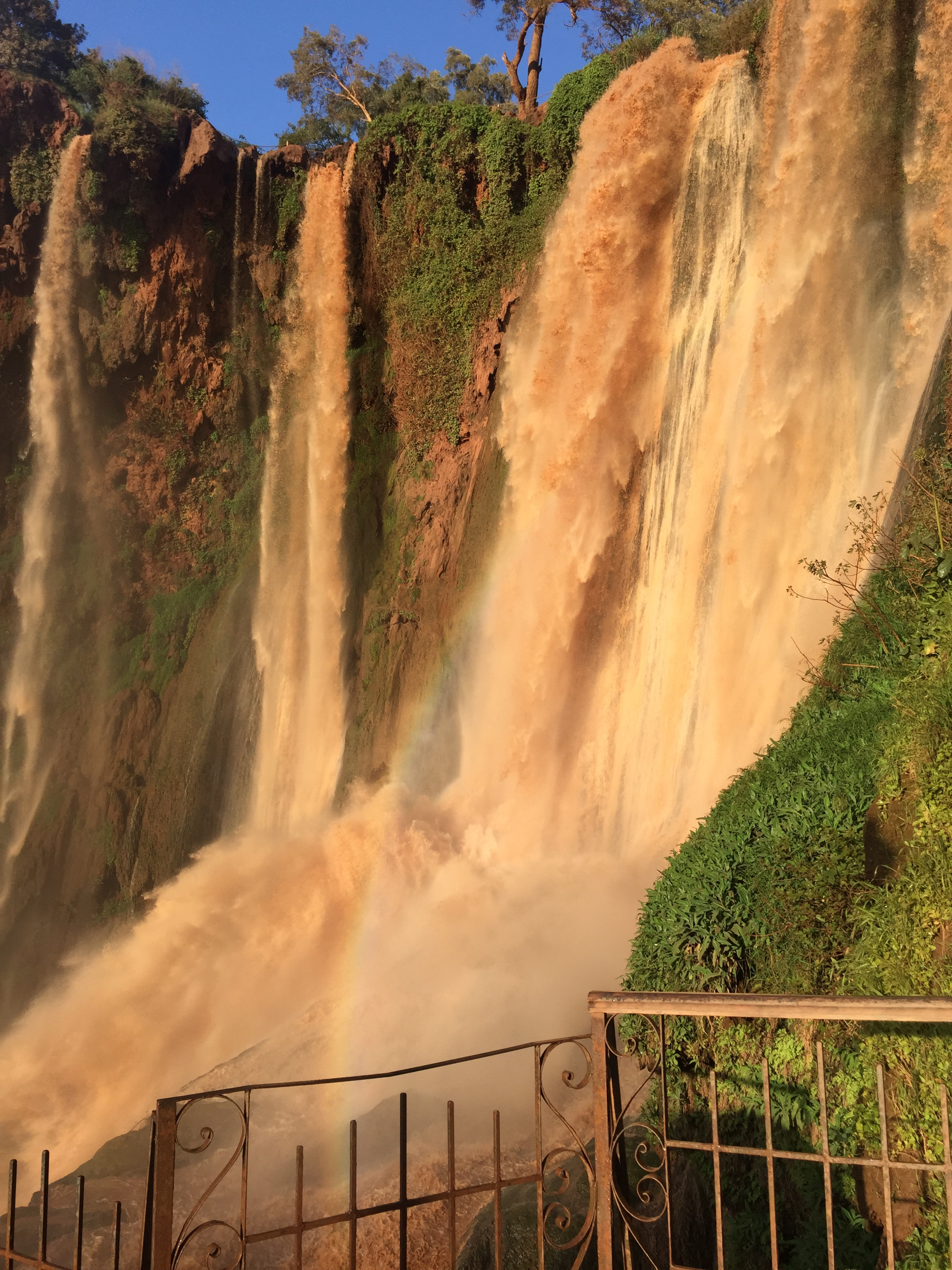
Les Cascades d'Ouzoud
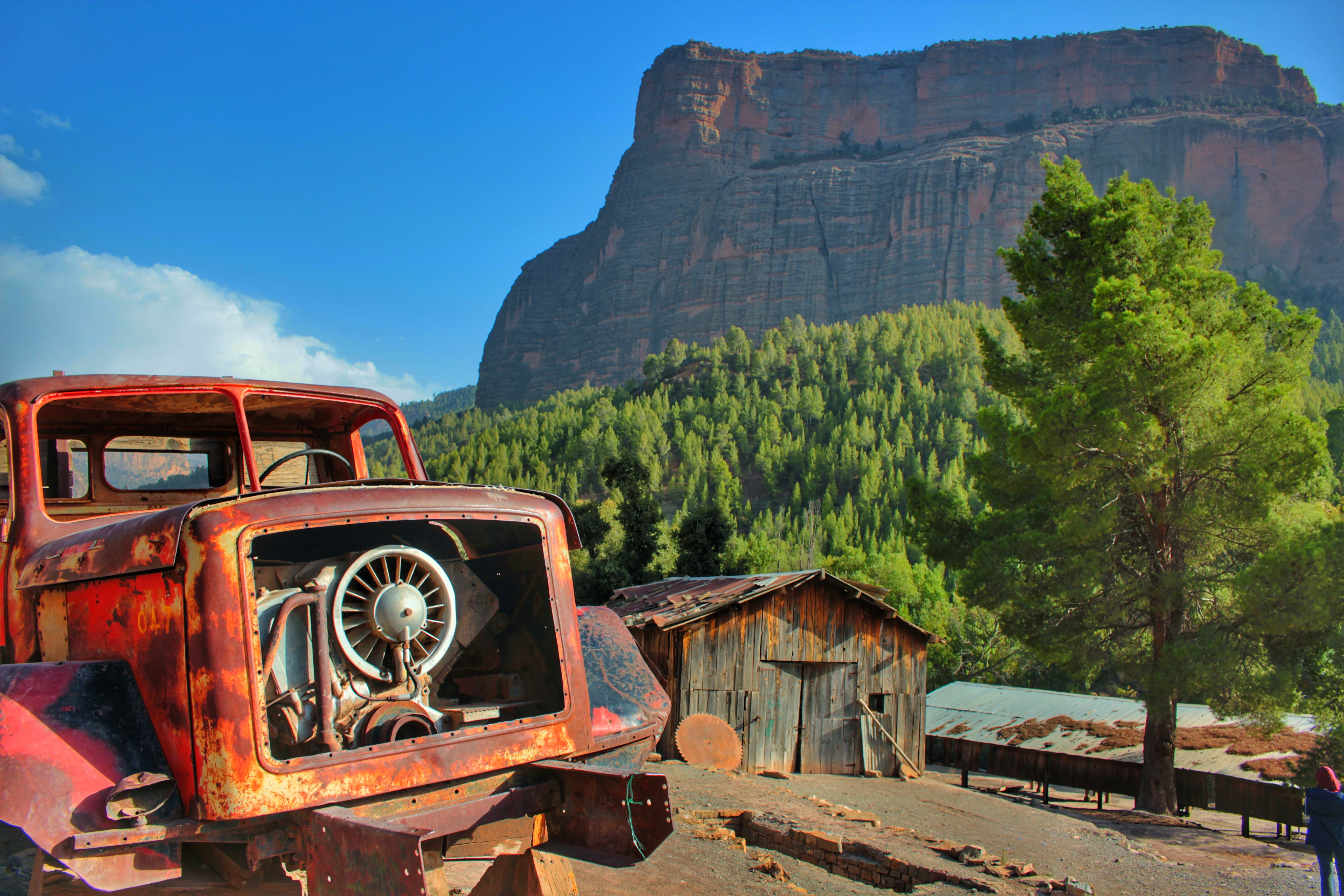
Grande paroi rocheuse dite «La Cathédrale Imsfrane » près du village de Tilouguite, province d'Azilal. Septembre 2017.

## Administration et politique

### Découpage administratif
Selon la liste des cercles, des caïdats et des communes de 2008, telle que modifiée en 2010, puis en 2013, la province d'Azilal est composée de 44 communes, dont les deux communes urbaines – ou municipalités – d'Azilal, le chef-lieu et de Demnate.
Les 42 communes rurales restantes sont rattachées à 19 caïdats, eux-mêmes rattachés à 6 cercles :
- cercle d'Azilal :
  - caïdat d'Aït M'hamed : Aït M'hamed, Aït Abbas,
  - caïdat de Tabant : Tabant, Aït Bou Oulli,
  - caïdat d'Agoudid : Agoudi N'Lkhair, Tamda Noumercid,
  - caïdat de Zaouïat Ahansal : Zaouiat Ahansal ;
- cercle de Bzou :
  - caïdat d'Aït Aatab : Tisqi, Taounza, Moulay Aïssa Ben Driss,
  - caïdat de Bzou : Bzou, Rfala,
  - caïdat de Tanant : Aït Taguella, Tanant,
  - caïdat de Foum Jemaâ : Foum Jemaâ, Tabia, Beni Hassane ;
- cercle d'Oultana :
  - caïdat d'Ouaoula : Ouaoula, Aït Majden,
  - caïdat d'Imi-Nifri : Tifni, Imlil,
  - caïdat d'Iwariden-Aït Menna : Sidi Boulkhalf, Aït Blal ;
- cercle de Fetouaka :
  - caïdat d'Aït Tamlil : Aït Oumdis, Aït Tamlil,
  - caïdat de Fetouaka : Anzou, Tidili Fetouaka, Sidi Yacoub ;
- cercle d'Ouaouizeght :
  - caïdat d'Anergui : Anergui,
  - caïdat d'Ouaouizeght : Bon El Ouidane, Isseksi, Ouaouizeght,
  - caïdat de Tagleft : Tiffert N'Ait Hamza, Aït Ouqabli, Tagleft,
  - caïdat de Tilougguite : Tabaroucht, Aït Mazigh, Tilougguite ;
- cercle d'Afourar : 
  - caïdat d'Afourar : Afourar, Timoulilt, Aït Ouaarda
  - caïdat de Bni A'yat : Bni A'yat ;

Six de ses localités sont considérées comme des villes : les municipalités d'Azilal, et de Demnate, et les centres urbains des communes rurales de Bzou, de Foum Jemaâ, d'Ouaouizeght, et d'Afourar.

## Démographie
La population de la province d'Azilal est passée, de 1994 à 2004, de 454 914 à 504 501 habitants. 
| Municipalités                  | 1994   | 2004   | Taux d'accroissement |
| ------------------------------ | ------ | ------ | -------------------- |
| Azilal                         | 18 080 | 27 719 | 53,3 %               |
| Demnate                        | 17 782 | 23 459 | 31,9 %               |
| Données issues de recensements |        |        |                      |